# Botryobasidium stigmatisporum
Botryobasidium stigmatisporum ist eine Ständerpilzart aus der Familie der Traubenbasidienverwandten (Botryobasidiaceae). Sie bildet resupinate, spinnwebartige Fruchtkörper aus, die auf Totholz von Laubbäumen wachsen. Das Verbreitungsgebiet von Botryobasidium stigmatisporum liegt auf La Réunion. Die Anamorphe der Art ist nicht bekannt.

## Merkmale

### Makroskopische Merkmale
Botryobasidium stigmatisporum besitzt hellgraue, gespinstartige Fruchtkörper, die resupinat (also vollständig anliegend) auf ihrem Substrat wachsen und unter der Lupe leicht netzartig erscheinen.

### Mikroskopische Merkmale
Wie bei allen Traubenbasidien ist die Hyphenstruktur von Botryobasidium stigmatisporum monomitisch, besteht also nur aus generativen Hyphen, die sich rechtwinklig verzweigen. Die Basalhyphen sind hyalin bis gelblich, schmal (meist 9–12 µm breit) und nicht inkrustiert. Die 6–7 µm dicken Subhymenialhyphen sind hyalin, dünnwandig und cyanophil. Die Art verfügt nicht über Zystiden oder Schnallen. Die selten acht-, meist sechsporigen Basidien der Art wachsen in Nestern, werden 12–18 × 6–8 µm groß und sind eingeschnürt bis suburniform. Die Sporen sind schiff- bis spindelförmig und meist 5,5–7,5 × 3–4 µm groß. Sie sind fein ornamentiert, leicht dickwandig und gelblich bis bräunlich.

## Verbreitung
Die bekannte Verbreitung von Botryobasidium stigmatisporum umfasst nur die Maskareneninsel La Réunion.

## Ökologie
Botryobasidium stigmatisporum ist ein Saprobiont, der Totholz von Laubbäumen besiedelt. Das einzige bekannte Substrat ist eine nicht näher bestimmte Philippia-Art.